# Clarkston (East Renfrewshire)
Clarkston (gael. Baile Chlarc) – miasto w południowo-zachodniej Szkocji, w jednostce administracyjnej (council area) East Renfrewshire, położone na obrzeżu aglomeracji Glasgow, około 10 km na południe od jego centrum. W 2011 roku liczyło 9371 mieszkańców.
Clarkston znajduje się w granicach historycznego hrabstwa Renfrewshire. Co najmniej od XIII wieku przebiegał tędy szlak handlowy łączący Glasgow z Kilmarnock. Miejscowość powstała wokół punktu poboru myta. W 1851 roku liczyła 250 mieszkańców. Nazwa Clarkston pochodzi od nazwiska poborcy myta, Johna Clarka, który pracował tu ok. 1860 roku. W 1866 roku w miejscowości otwarta została stacja kolejowa na linii z Glasgow do East Kilbride. Miejscowość rozrosła się w I połowie XX wieku, w szczególności w latach 30., kiedy zbudowano rozległe osiedla domów jednorodzinnych. Współcześnie pełni funkcję miasta satelickiego Glasgow.
Na obrzeżu miasta znajdują się XVIII-wieczna rezydencja arystokratyczna i ogrody Greenbank Garden, utrzymywane przez National Trust for Scotland.